# Poophilus costalis
Poophilus costalis är en insektsart som först beskrevs av Walker 1851.  Poophilus costalis ingår i släktet Poophilus och familjen spottstritar. Inga underarter finns listade i Catalogue of Life.